# Sklavopoúla
Sklavopoúla, en grec moderne : Σκλαβοπούλα, est un village du dème de Kándanos-Sélino, dans le district régional de La Canée, de la Crète, en Grèce. Selon le recensement de 2011, la population de Sklavopoúla compte 28 habitants. Le village est situé à une altitude de 640 m et à une distance de 80 km de La Canée.

## Recensements de la population
| Recensements | 1900 | 1920 | 1928 | 1940 | 1951 | 1961 | 1971 | 1981 | 1991 | 2001 | 2011 |
| ------------ | ---- | ---- | ---- | ---- | ---- | ---- | ---- | ---- | ---- | ---- | ---- |
| Population   | 345  | 234  | 230  | 157  | 157  | 143  | 102  | 106  | -    | 51   | 28   |